# Kingston (glasbena skupina)
Kingston je slovenska glasbena skupina, ustanovljena leta 1994. Prihajajo iz Idrije. Ime so si nadeli po glavnem mestu Jamajke, Kingstonu. Njihove pesmi iz različnih obdobij lahko uvrstimo med pop, reggae, latino glasbo. Prva pesem, ki so jo igrali je bila Sweat (A La La La La Long) skupine Inner Circle. Njihova prva pesem, ki so jo posneli pa je bila Ti si tu, sicer priredba pesmi Only you skupine Yazoo. Prvi TV-nastop so imeli v oddaji Poglej in zadeni. Leta 1996 so s skladbo Ko bo padal dež zmagali na festivalu Nova scena MMS, 1998 pa so zmagali na festivalu MMS s pesmijo Cela ulica nori. Ta uspeh so ponovili leta 2002 s pesmijo Hotel modro nebo.
31. decembra 2024 je skupino zapustil pevec Dare Kaurič. Nadomestil ga je basist Alex Mladenov.

## Zasedba
- Reno Čibej — vokal, saksofon, akustična kitara
- Zvone Tomac — klaviature, spremljevalni vokal, glasba, aranžer, producent
- Klemen Ogrizek — bobni
- Dejan Dimec — kitara, vokal
- Alex Mladenov — bas, spremljevalni vokal

## Diskografija

### Singli
- Idrje, Idrje (1996)
- Lunapark (2002)

### Albumi
- Poglej stvari z druge strani (1995)
- Daj povej! Daj povej! (1997)
- Cela ulica nori (1998)

1. »Cela ulica nori« (Zvone Tomac/Dare Kaurič/Zvone Tomac)
2. »Bingo bango mango tango« (D. Kaurič/D. Kaurič/Z. Tomac)
3. »Plesati na soncu« (Ša la la) (Z. Tomac/D. Kaurič/Z. Tomac)
4. »Ko si mlad« (Z. Tomac/D. Kaurič/Z. Tomac)
5. »Le tebe rad imam« (D. Kaurič/D. Kaurič/Z. Tomac)
6. »Moderne sirene« (Reno Čibej/D. Kaurič/Z. Tomac)
7. »Mene luna nosi« (D. Kaurič, Z. Tomac/D. Kaurič/Z. Tomac)
8. »Kdo so ti ljudje?« (D. Kaurič/D. Kaurič/Z. Tomac)
9. »Dancing in the Sunshine« (Z. Tomac/D. Kaurič, Miran Hvala/Z. Tomac)
10. »Cela ulica nori« (unplugged)

- Pazi na korake (1999)
- Ko imaš vsega poln kufer (2002)
- Republika banana (2003)
- Hoplaža (2005)
- Tropikana klub (2008)
- V živo! Križanke (2010)

## Uspešnice
- Cela ulica nori
- Mini bikini
- Vzemi vse
- Hotel modro nebo
- Ko bo padal dež
- Daj povej, daj povej
- Bingo bango
- Lunapark
- Tam Tam
- Ko sije luna na obalo
- Izgubiva se v noč
- Plesati na soncu
- Mene luna nosi
- Republika banana
- Tri prste tekile
- Bossa noga
- Pusti soncu v srce
- Non stop
- Katarina niza bisere
- Kocka je padla nate
- Tropikana klub
- Čist en mejhn radio
- Mi delamo galamo
- Danes je moj dan
- Alle alle